# A Sei Voci
A Sei Voci es un conjunto vocal e instrumental francés especializado en la interpretación de obras del Renacimiento y el Barroco.

## Historia
El conjunto fue fundado en 1977 con el nombre de Ensemble A Sei Voci por seis solistas del Coro de Radio Francia (Chœur de Radio France), entre los que se encontraba Bernard Fabre-Garrus.

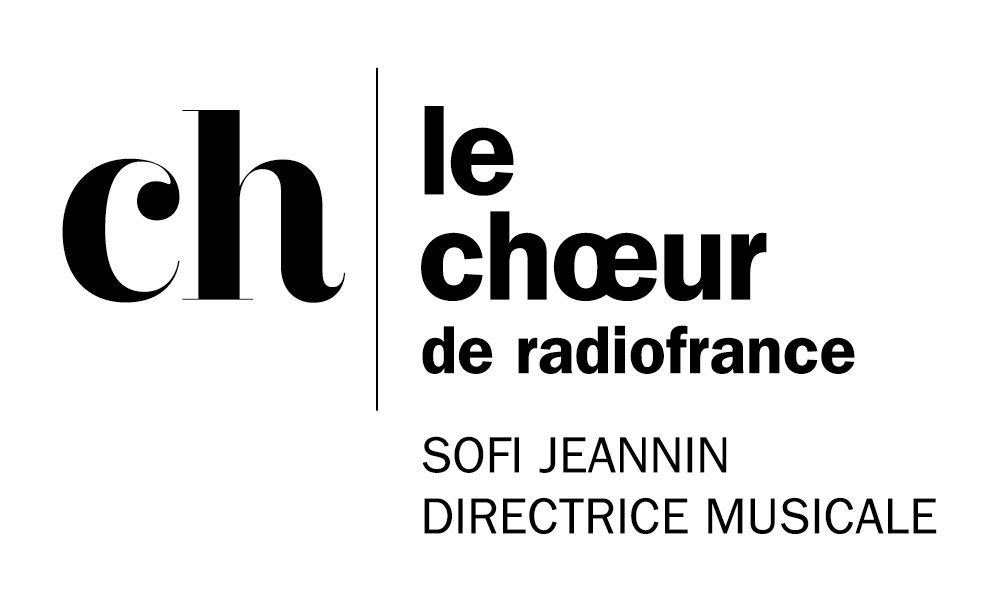
Emblema del Coro de Radio Francia.

En 1991, el grupo sufrió una profunda reestructuración: Bernard Fabre-Garrus pasó a ser su director, y se incorporaron nuevos cantantes e instrumentistas en número variable. Se cambió el nombre del grupo, que perdió la palabra Ensemble y quedó con la forma actual: A Sei Voci. Con esta nueva estructura, se incrementó la actividad y prestigio de la formación, que fue elegida en 1994 como "Ensemble vocal de l'année" (conjunto vocal del año) en el certamen Victoires de la musique classique. 
El director del conjunto murió trágicamente, presumiblemente de un ataque cardiaco, el 19 de agosto del 2006 en la localidad francesa de Le Puy-en-Velay, dos horas antes de un concierto en el Festival de La Chaise-Dieu. A partir de entonces, el conjunto ha estado dirigido por un comité artístico formado por cinco miembros: Jean-Louis Comoretto (contratenor), Jacques Barbier (musicólogo), Laurent Cuniot, Philippe Le Corf (musicólogo e intérprete) y Vincent Lièvre-Picard (tenor). La dirección artística está encomendada a Jean-Louis Comoretto.
Aunque la mayor parte de su repertorio ha estado dedicado a la música renacentista y a la barroca, el conjunto también ha interpretado música de compositores contemporáneos, como Thierry Escaich, Guy Reibel y Michaël Levinas.  

## Discografía
Inicialmente el grupo grabó para las discográficas Accord y Erato. A partir de la reestructuración de 1991, grabó para Astrée-Auvidis, compañía que posteriormente pasaría a formar parte de Naïve Classique.
Las grabaciones que se nombran a continuación se han ordenado por la fecha en que fueron publicadas:
- 1982 - Gesualdo: Réspons du Vendredi Saint[22] (Tenebrae Responsories[23] - Benedictus - Miserere). Erato 97411, Warner Classics 2564 62782, Apex.[24][25]
- 1985 - L'Art Sacre de Josquin Des Pres. Forlane[1] 16552 [26][27]
- 1990 - Giovanni Gabrieli: Sacrae Symphonae.[28] Junto con Les Saqueboutiers de Toulouse.[29] Órgano:[30] Yasuko Uyama-Bouvard.[13] Accord[2] 472 351. [31]
- 1992 - Carpentras:[32] Lamentations du Prophéte Jérémie.[33] Erato "MusiFrance" 2292-45021.
- 1993 - Josquin Desprez: Missa Ave maris stella[34] / Motets à la Vierge. Astrée[3] 8507. [35]
- 1994 - Allegri: Miserere, Missa Vidi turbam magnum,[36] Motets. Astrée E 8524 [37]
- 1995 - Josquin Desprez: Missa De beata Virgine / Motets à la Vierge. Astrée 8560. [38]
- 1995 - Janequin: Le Verger de Musique.[39] Junto con el Ensemble Instrumental Labyrinthes. Astrée 8571.
- 1995 - Bencini:[40] Vesperae Beatae Virginis in Sancto Pietro Romae. Astrée 8540
- 1996 - Jommelli: Vesperae in Sancto Petro Romae.[41] Astrée 8590 (2 CD).
- 1997 - Josquin Desprez: Missa Hercules Dux Ferrariae.[42] Astrée E 8601. [43]
- 1997 - Josquin Desprez: Missa Gaudeamus[44] & Motets à la Vierge. Astrée E 8612. [45]
- 1998 - Bartolomeo de Escobedo: Missa Philippus Rex Hispaniæ. Junto con Les Sacqueboutiers de Toulouse y el Choeur Philippus Rex Hispaniæ. Astrée 8640. [46]
- 1999 - Stefano Fabri:[47] Vesperae a quattuor Choris. Astrée 8663
- 2000 - Monteverdi: Selva Morale ed altre raccolte spirituali.[48][49] Naïve Astrée 8815.
- 2000 - Bencini: Ave Maria / Missa de Oliveria. Astrée 8806
- 2000 - Josquin Desprez: Missa Pange Lingua & Motets. Astrée E 8639. [50]
- 2001 - Josquin Desprez: Messes de l'Homme Armé.[51] Junto con Maîtrise Des Pays De Loire. Astrée E 8809. [52]
- 2005 - Maurizio Cazzati: Messa e Salmi per li defonti. Studio SM[4] D3030
- 2007 - Salve Regina. Musiques Festives Mariales du Grégorien au 17ième siècle.[53] Accord 205072

Álbumes recopilatorios y cajas:
- 1999 - Une Messe Imaginaire. Allegri, Bencini, Fabri, Jommelli, Desprez, Monteverdi. Astrée E 8677.
- 2003 - Ave Maria. Agnus Dei[54] & Ave Maria du XVe au XVIIIe siècle. Astrée E 8892 .
- 2006 - Josquin Desprez: Masses. Naïve Astrée 8906 (6 CD) . . Contiene las siguientes grabaciones: 
  - 1993 - Josquin Desprez: Missa Ave maris stella / Motets à la Vierge
  - 1995 - Josquin Desprez: Missa De beata Virgine / Motets à la Vierge
  - 1997 - Josquin Desprez: Missa Hercules Dux Ferrariae
  - 1997 - Josquin Desprez: Missa Gaudeamus & Motets à la Vierge
  - 2000 - Josquin Desprez: Missa Pange Lingua & Motets
  - 2001 - Josquin Desprez: Messes de l'Homme Armé

Álbumes junto con otros grupos:
- 1990 - La musique française des origines à nos jours.[55] Various artists and Ensemble. Adès "INA Collection Archives" 141 712 (4 CD).
- 1998 - Les Festes Champestres. Pastoral delights. Sablé Festival[56] 20th Anniversary.[57] Astrée.